# Zehn Gebote der sozialistischen Moral und Ethik

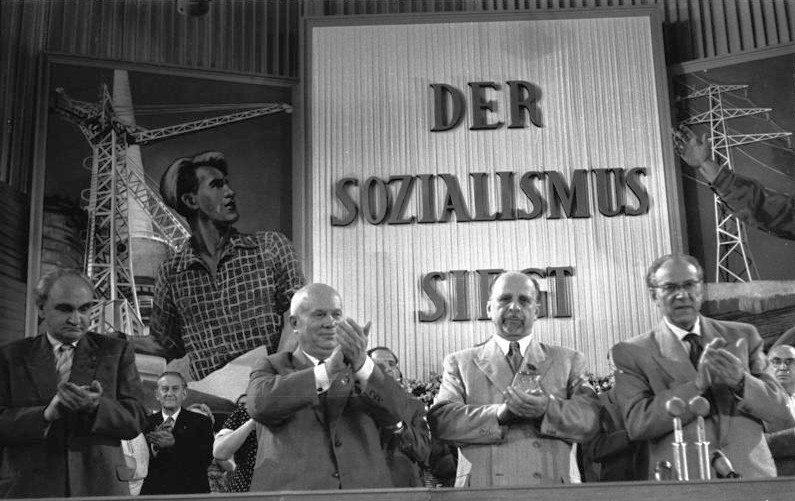
V. Parteitag der SED in der Werner-Seelenbinder-Halle in Berlin, 1958

Die Zehn Gebote der sozialistischen Moral und Ethik (auch: 10 Gebote für den neuen sozialistischen Menschen) wurden von Walter Ulbricht, damals Erster Sekretär der SED, auf dem fünften Parteitag der SED (10.–16. Juli 1958) verkündet. In formaler Anlehnung an die biblischen Zehn Gebote fassten sie die politischen Pflichten jedes DDR-Bürgers zusammen, wurden vom sechsten SED-Parteitag 1963 in das Parteiprogramm der SED aufgenommen und standen bis 1976 darin.

## Wortlaut
Die Gebote lauteten:

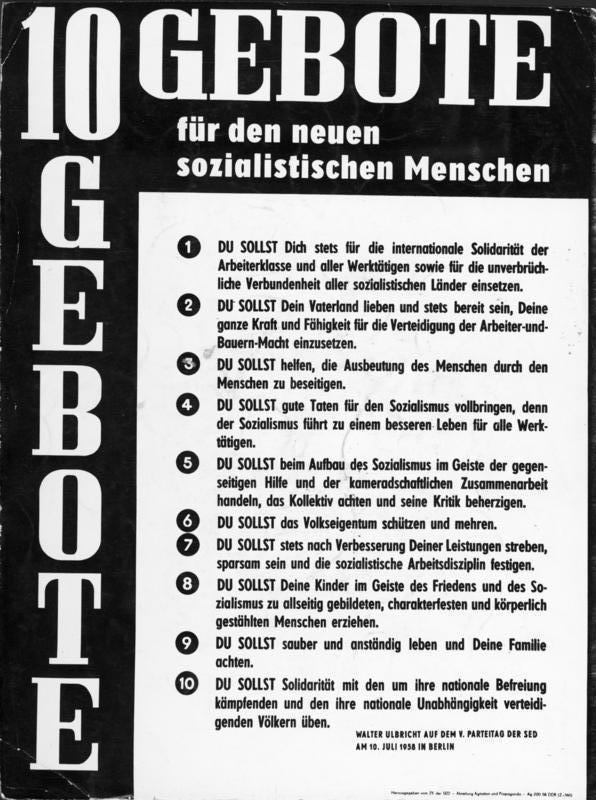
Die 10 Gebote für den neuen sozialistischen Menschen

1. Du sollst Dich stets für die internationale Solidarität der Arbeiterklasse und aller Werktätigen sowie für die unverbrüchliche Verbundenheit aller sozialistischen Länder einsetzen.
2. Du sollst Dein Vaterland lieben und stets bereit sein, Deine ganze Kraft und Fähigkeit für die Verteidigung der Arbeiter-und-Bauern-Macht einzusetzen.
3. Du sollst helfen, die Ausbeutung des Menschen durch den Menschen zu beseitigen.
4. Du sollst gute Taten für den Sozialismus vollbringen, denn der Sozialismus führt zu einem besseren Leben für alle Werktätigen.
5. Du sollst beim Aufbau des Sozialismus im Geiste der gegenseitigen Hilfe und der kameradschaftlichen Zusammenarbeit handeln, das Kollektiv achten und seine Kritik beherzigen.
6. Du sollst das Volkseigentum schützen und mehren.
7. Du sollst stets nach Verbesserung Deiner Leistung streben, sparsam sein und die sozialistische Arbeitsdisziplin festigen.
8. Du sollst Deine Kinder im Geiste des Friedens und des Sozialismus zu allseitig gebildeten, charakterfesten und körperlich gestählten Menschen erziehen.
9. Du sollst sauber und anständig leben und Deine Familie achten.
10. Du sollst Solidarität mit den um nationale Befreiung kämpfenden und den ihre nationale Unabhängigkeit verteidigenden Völkern üben.

## Politisch-pädagogischer Kontext
Die Regeln standen im Zusammenhang der nach dem Aufstand des 17. Juni 1953 verschärften damaligen Kirchen- und Kulturpolitik der SED. Sie folgten der 1954 eingeführten Jugendweihe, bei der sie oft verlesen wurden, und sollten die DDR-Bürger zu einer stärkeren Arbeitsmoral und einem weltanschaulichen Atheismus erziehen. Hintergrund war die marxistisch-leninistische Theorie vom baldigen Absterben der Religion im Sozialismus, die trotz der verstaatlichten Produktionsmittel in der DDR nicht eingetroffen war. Die SED-Führung versuchte darum, diesen Prozess aktiv zu fördern, indem sie kirchliche Traditionen durch staatliche Ideologie zu ersetzen suchte (ähnliche Versuche wurden mit der „Sozialistischen Eheschließung“ und der „Sozialistischen Namensweihe“ unternommen). Die Moral der Individuen sollte nach ihrem Verständnis das Verhalten der arbeitenden Bevölkerung mit den von ihr erkannten „objektiven gesellschaftlichen Erfordernissen“ in Einklang bringen. 
1959 führte der FDGB „Brigaden der sozialistischen Arbeit“ ein, die die Leistungsbereitschaft der Belegschaften stärken sollten. Die Initiatoren der Kampagne beriefen sich besonders auf das 5., 6. und 7. Gebot von Ulbrichts Regelkatalog. Mit der Aufnahme in das SED-Programm wurden sie als „sozialistische Gesetze der Moral und Ethik“ für alle Mitglieder als Handlungsmaximen verbindlich gemacht. 1976 ersetzte der neunte SED-Parteitag alle zehn Regeln durch die Pflicht, „die Normen der sozialistischen Moral und Ethik einzuhalten und die gesellschaftlichen Interessen über die persönlichen zu stellen“.
Sie waren aber in der DDR-Bevölkerung kaum bekannt und spielten im öffentlichen Leben der DDR keine wesentliche Rolle, sondern wurden hauptsächlich parteiintern propagiert. Analog gab es für Kinder vom sechsten bis neunten Lebensjahr die „Gebote der Jungpioniere“, vom zehnten bis vierzehnten Lebensjahr die „Gesetze der Thälmann-Pioniere“ (siehe Pionierorganisation Ernst Thälmann).
Ein analoger Kodex seitens der KPdSU war der Moralkodex der Erbauer des Kommunismus von 1961.